# Konary (Strzelin)
Pour les articles homonymes, voir Konary.
Konary est une localité polonaise de la gmina de Przeworno, située dans le powiat de Strzelin en voïvodie de Basse-Silésie.

## Histoire
De 1742 à 1932, Kunern fait partie de l'arrondissement de Münsterberg dans le district de Breslau au sein de la province de Silésie.